# شاکونی

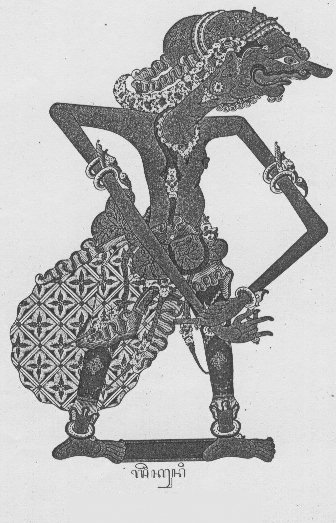
شاکونی در خیمه شب بازی های جاوی

شاکونی (سانسکریت: शकुनि)، از شخصیت های رزمنامه هندی مهابهارت، پسر سوبهال، برادر گندهاری و عموی کوروان بود. ویاس، سراینده مهابهارت، وی را مردی هوشمند و نیز فریبکار و نیرنگ باز نمایانده است. شاکونی همچنین دلبستگی ویژه ای به خواهرزاده گانش جرجودهن و دوسهاسن داشت. وی نخستین بار در تدبیر ساختن خانه موم قصد هلاک پاندوان را کرد، که پاندوان جان سالم به در بردند. بار دیگر، بازی تاس و مهره ای ترتیب داد، که در آن بازی پاندوان همه دارایی و پادشاهی شان را باختند و ناچار به ترک اندرپرست و رفتن به تبعید در جنگل شدند. شاکونی در جنگ کرکهیت در کنار کوروان جنگید و به دست سهادیو کشته شد.